# 나카촌 (지바현 가토리군)
나카촌(中村)은 지바현 가토리군에 일찍이 존재했던 촌이다.

## 지리
- 현재의 다코정의 동남부에 해당한다.
- 마을 지역은 고원과 평지가 뒤섞인 골짜기가 많은 지형이다.

## 역사
- 1889년 4월 1일 - 정촌제 시행에 수반해 가토리군 나카촌이 성립하였다.
- 1954년 3월 31일 - 도키와촌, 구가촌과 함께 다코정에 합병해 나카촌은 소멸하였다.

## 인구
| 1891년 | 2,054 |
| 1920년 | 2,311 |
| 1931년 | 2,397 |
| 1950년 | 2,818 |

## 참고문헌
- 角川日本地名大辞典編纂委員会『角川日本地名大辞典 12 千葉県』、角川書店、1984年 ISBN 4-04-001120-1